# Барон Коули
Барон Коули из Прествича в графстве Ланкашир — наследственный титул в системе Пэрства Соединённого королевства. Он был создан 16 января 1918 года для либерального политика сэра Фредерика Коули, 1-го баронета (1850—1937). Ранее он представлял Прествич в Палате общин (1895—1918) и занимал должность канцлера герцогства Ланкастерского с 1916 по 1918 год.
1 декабря 1906 года для Фредерика Коули был создан титул баронета из Прествича в графстве Ланкашир в Баронетстве Соединённого королевства. Его внук, Роберт Хью Коули, 3-й барон Коули (1913—2001), занимал должность заместителя председателя комитетов в Палате лордов (1958—1967). 
По состоянию на 2024 год носителем титула являлся его старший сын, Джон Фрэнсис Коули, 4-й барон Коули (род. 1946), который стал преемником своего отца в 2001 году.
- Капитан достопочтенный Гарольд Томас Коули (1878—1915), британский барристер, либеральный политик и военный, второй сын первого барона. Заседал в Палате общин Великобритании от Хейвуда (1910—1915)[1];
- Достопочтенный Стивен Роберт Коули (1915—1995), либеральный политик, второй сын второго барона[2];
- Капитан достопочтенный Освальд Коули (1882—1918), либеральный политик, четвёртый сын первого барона. Депутат Палаты общин от Прествича (1918)[3].

Первая семейная резиденция баронов Коули — Беррингтон-Холл в окрестностях Леминстера в графстве Херефордшир.

## Бароны Коули (1918)
- 1918—1937: Фредерик Коули, 1-й барон Коули (9 октября 1850 — 30 марта 1937), сын Томаса Коули (1806—1875)[4];
- 1937—1954: Роберт Хью Коули, 2-й барон Коули (16 мая 1877 — 24 сентября 1954), старший сын предыдущего[5];
- 1954—2001: Фредерик Ли Коули, 3-й барон Коули (27 июля 1913 — 13 апреля 2001), старший сын предыдущего[6];
- 2001 — настоящее время: Джон Фрэнсис Коули, 4-й барон Коули (род. 28 сентября 1946), старший сын предыдущего[7];
  - Наследник титула: достопочтенный Уильям Роберт Гарольд Коули (род. 2 июля 1981), старший сын предыдущего[8].